# أبو بكر كييتا
أبو بكر كييتا (بالإنجليزية: Aboubacar Keita)‏ هو لاعب كرة قدم أمريكي، ولد في 6 أبريل 2000 في نيويورك في الولايات المتحدة. لعب مع كولومبوس كرو.

## وصلات خارجية
- أبو بكر كييتا على موقع الدوري الأمريكي (الإنجليزية)
- أبو بكر كييتا على موقع قاعدة بيانات كرة القدم.إي يو (الإنجليزية)
- أبو بكر كييتا على موقع قاعدة بيانات كرة القدم.إي يو (الإنجليزية)
- أبو بكر كييتا على موقع Soccerway.com (الإنجليزية)
- أبو بكر كييتا على موقع عالم كرة القدم.نت (الإنجليزية)